# Cryptantha gracilis
Cryptantha gracilis är en strävbladig växtart som beskrevs av George Everett Osterhout. Cryptantha gracilis ingår i släktet Cryptantha, och familjen strävbladiga växter. Inga underarter finns listade i Catalogue of Life.